# Bérault (metropolitana di Parigi)
Bérault è una stazione della linea 1 della metropolitana di Parigi.